# Iwan Koriawko
Iwan Porfirjewicz Koriawko (ros. Иван Порфирьевич Корявко, ur. 20 sierpnia?/2 września 1906 we wsi Pigariewka w guberni czernihowskiej (obecnie w obwodzie sumskim), zm. 14 czerwca 1980 w Moskwie) – radziecki generał major wojsk inżynieryjnych, Bohater Związku Radzieckiego (1945).

## Życiorys
Od 1916 mieszkał w Klińcach, do 1922 uczył się w szkole technicznej, pracował w kuźni na Krymie, od września 1926 służył w Armii Czerwonej. W sierpniu 1937 został dowódcą batalionu w Kijowskim Okręgu Wojskowym, we wrześniu 1938 ukończył Wyższe Kursy Akademickie przy Akademii Wojskowo-Inżynieryjnej, 1938-1940 był zastępcą szefa wydziału w Głównym Zarządzie Wojskowo-Inżynieryjnym Armii Czerwonej, potem szefem Zarządu Budowy nr 85 w Nadbałtyckim Okręgu Wojskowym. Od lipca do grudnia 1941 był szefem 6 Armijnego Zarządu Budownictwa Polowego na Froncie Północno-Zachodnim, od grudnia 1941 do lutego 1942 szefem Wydziału Inżynieryjnego 10 Armii Saperskiej, od lutego do kwietnia 1942 dowódcą 23 Brygady Saperskiej, od kwietnia do czerwca 1942 szefem 26 Zarządu Budownictwa Obronnego, a od czerwca do października 1942 dowódcą 12 Brygady Saperskiej. Od października 1942 do maja 1944 dowodził 43 Samodzielną Brygadą Inżynieryjną Specjalnego Przeznaczenia, a od maja 1944 do maja 1945 23 Zmotoryzowaną Szturmową Brygadą Inżynieryjno-Saperską, walczył na Froncie Południowo-Zachodnim (czerwiec-lipiec 1942), Stalingradzkim (lipiec 1942-styczeń 1943), Południowym (styczeń-październik 1943), 4 (październik 1943-maj 1944) i 1 Ukraińskim (grudzień 1944-maj 1945), brał udział w bitwie pod Stalingradem, operacji rostowskiej, donbaskiej, melitopolskiej, krymskiej, sandomiersko-śląskiej, dolnośląskiej, berlińskiej i praskiej. Szczególnie wyróżnił się podczas operacji sandomiersko-śląskiej, przy forsowaniu Odry w rejonie Ścinawy. Po wojnie dowodził brygadą i później pracował w sztabie Wojsk Inżynieryjnych Wojsk Lądowych, 31 maja 1954 otrzymał stopień generała majora wojsk inżynieryjnych, w marcu 1958 zakończył służbę wojskową. Otrzymał honorowe obywatelstwo Armiańska. Jego imieniem nazwano ulicę w Armiańsku, gdzie postawiono jego popiersie.

## Odznaczenia
- Złota Gwiazda Bohatera Związku Radzieckiego (6 kwietnia 1945)
- Order Lenina (dwukrotnie - 6 kwietnia 1945 i 19 listopada 1951)
- Order Czerwonego Sztandaru (trzykrotnie - 2 sierpnia 1943, 5 listopada 1946 i 30 grudnia 1956)
- Order Bohdana Chmielnickiego II klasy (16 maja 1944)
- Order Czerwonej Gwiazdy (dwukrotnie - 21 lutego 1942 i 3 listopada 1944)
- Order Krzyża Grunwaldu III klasy (2 maja 1946)

I medale.